# INF2
INF2‏ (Inverted formin, FH2 and WH2 domain containing) هوَ بروتين يُشَفر بواسطة جين INF2 في الإنسان.